# Бојања вас
Бојања вас (словен. Bojanja vas) је насељено место у општини Метлика, регија Југоисточна Словенија, Словенија.

## Историја
До територијалне реорганизације у Словенији била је у саставу старе општине Метлика.

## Становништво
У попису становништва из 2011. године, Бојања вас је имала 104 становника.
| Број становника према пописима | Број становника према пописима | Број становника према пописима |
| ------------------------------ | ------------------------------ | ------------------------------ |
| 1991                           | 2002                           | 2011                           |
| 107                            | 99                             | 104                            |